# Línea 4 (Urbanos de Boadilla del Monte)
La línea 4 de la red de autobuses urbanos de Boadilla del Monte une Boadilla Centro con El Pastel.

## Características
Esta línea fue creada el 11 de septiembre de 2017 para unir el municipio con los nuevos desarrollos urbanísticos del oeste, estableciendo su cabecera en Valenoso.
El 24 de septiembre de 2020, se amplió la línea hasta El Pastel.
Desde el 15 de abril de 2023, la línea circula los fines de semana y festivos.
La línea circula exclusivamente por el término municipal de Boadilla del Monte. Como bien se expresa en la numeración interna del CRTM, recibe el número 4022. El primer dígito corresponde a la línea, en este caso la línea 4. Y los últimos tres dígitos corresponden al municipio por el que circula, en este caso 022 corresponde al municipio de Boadilla del Monte.
La línea no mantiene los mismos horarios todo el año, desde el 1 de julio al 31 de agosto se reducen el número de expediciones los días laborables entre semana (sábados laborables, domingos y festivos tienen los mismos horarios todo el año), además de los días excepcionales vísperas de festivo y festivos de Navidad en los que los horarios también cambian y se reducen.
La línea está operada por la Empresa Boadilla mediante la concesión administrativa VCM-502 - Madrid - Boadilla del Monte (Viajeros Comunidad de Madrid) del Consorcio Regional de Transportes de Madrid.

## Horarios

### 1 septiembre - 30 junio
| Lunes a viernes laborables              |                             |                             |                             |                             |                             |                             |                             |                             |                             |                             |                             |                             |                             |                             |                             |                             |                             |                             |                             |                             |                             |                             |                             |                             |                             |                             |                             |                             |                             |                             |                             |                             |                             |
| Boadilla Centro > El Pastel             | Boadilla Centro > El Pastel | Boadilla Centro > El Pastel | Boadilla Centro > El Pastel | Boadilla Centro > El Pastel | Boadilla Centro > El Pastel | Boadilla Centro > El Pastel | Boadilla Centro > El Pastel | Boadilla Centro > El Pastel | Boadilla Centro > El Pastel | Boadilla Centro > El Pastel | Boadilla Centro > El Pastel | Boadilla Centro > El Pastel | Boadilla Centro > El Pastel | Boadilla Centro > El Pastel | Boadilla Centro > El Pastel | Boadilla Centro > El Pastel | El Pastel > Boadilla Centro | El Pastel > Boadilla Centro | El Pastel > Boadilla Centro | El Pastel > Boadilla Centro | El Pastel > Boadilla Centro | El Pastel > Boadilla Centro | El Pastel > Boadilla Centro | El Pastel > Boadilla Centro | El Pastel > Boadilla Centro | El Pastel > Boadilla Centro | El Pastel > Boadilla Centro | El Pastel > Boadilla Centro | El Pastel > Boadilla Centro | El Pastel > Boadilla Centro | El Pastel > Boadilla Centro | El Pastel > Boadilla Centro | El Pastel > Boadilla Centro |
| 06                                      | 07                          | 08                          | 09                          | 10                          | 11                          | 12                          | 13                          | 14                          | 15                          | 16                          | 17                          | 18                          | 19                          | 20                          | 21                          | 22                          | 06                          | 07                          | 08                          | 09                          | 10                          | 11                          | 12                          | 13                          | 14                          | 15                          | 16                          | 17                          | 18                          | 19                          | 20                          | 21                          | 22                          |
| 20                                      | 00 20 40                    | 00 20 40                    | 00 20 40                    | 20                          | 00 40                       | 20                          | 00 40                       | 00 20 40                    | 00 40                       | 20                          | 00 40                       | 20                          | 00 40                       | 20                          | 00 40                       |                             | 40                          | 20 40                       | 00 20 40                    | 00 20 40                    | 00 40                       | 20                          | 00 40                       | 20                          | 00 20 40                    | 00 20                       | 00 40                       | 20                          | 00 40                       | 20                          | 00 40                       | 20                          | 00                          |
| Sábados laborables, domingos y festivos |                             |                             |                             |                             |                             |                             |                             |                             |                             |                             |                             |                             |                             |                             |                             |                             |                             |                             |                             |                             |                             |                             |                             |                             |                             |                             |                             |                             |                             |                             |                             |                             |                             |
| Boadilla Centro > El Pastel             | Boadilla Centro > El Pastel | Boadilla Centro > El Pastel | Boadilla Centro > El Pastel | Boadilla Centro > El Pastel | Boadilla Centro > El Pastel | Boadilla Centro > El Pastel | Boadilla Centro > El Pastel | Boadilla Centro > El Pastel | Boadilla Centro > El Pastel | Boadilla Centro > El Pastel | Boadilla Centro > El Pastel | Boadilla Centro > El Pastel | Boadilla Centro > El Pastel | Boadilla Centro > El Pastel | Boadilla Centro > El Pastel | Boadilla Centro > El Pastel | El Pastel > Boadilla Centro | El Pastel > Boadilla Centro | El Pastel > Boadilla Centro | El Pastel > Boadilla Centro | El Pastel > Boadilla Centro | El Pastel > Boadilla Centro | El Pastel > Boadilla Centro | El Pastel > Boadilla Centro | El Pastel > Boadilla Centro | El Pastel > Boadilla Centro | El Pastel > Boadilla Centro | El Pastel > Boadilla Centro | El Pastel > Boadilla Centro | El Pastel > Boadilla Centro | El Pastel > Boadilla Centro | El Pastel > Boadilla Centro | El Pastel > Boadilla Centro |
| 06                                      | 07                          | 08                          | 09                          | 10                          | 11                          | 12                          | 13                          | 14                          | 15                          | 16                          | 17                          | 18                          | 19                          | 20                          | 21                          | 22                          | 06                          | 07                          | 08                          | 09                          | 10                          | 11                          | 12                          | 13                          | 14                          | 15                          | 16                          | 17                          | 18                          | 19                          | 20                          | 21                          | 22                          |
|                                         | 30                          | 30                          | 30                          | 30                          | 30                          | 30                          | 30                          | 30                          | 30                          | 30                          | 30                          | 30                          | 30                          | 30                          | 30                          | 30                          |                             | 50                          | 50                          | 50                          | 50                          | 50                          | 50                          | 50                          | 50                          | 50                          | 50                          | 50                          | 50                          | 50                          | 50                          | 50                          | 45                          |

### 1 julio - 31 agosto
| Lunes a viernes laborables              |                             |                             |                             |                             |                             |                             |                             |                             |                             |                             |                             |                             |                             |                             |                             |                             |                             |                             |                             |                             |                             |                             |                             |                             |                             |                             |                             |                             |                             |                             |                             |                             |                             |
| Boadilla Centro > El Pastel             | Boadilla Centro > El Pastel | Boadilla Centro > El Pastel | Boadilla Centro > El Pastel | Boadilla Centro > El Pastel | Boadilla Centro > El Pastel | Boadilla Centro > El Pastel | Boadilla Centro > El Pastel | Boadilla Centro > El Pastel | Boadilla Centro > El Pastel | Boadilla Centro > El Pastel | Boadilla Centro > El Pastel | Boadilla Centro > El Pastel | Boadilla Centro > El Pastel | Boadilla Centro > El Pastel | Boadilla Centro > El Pastel | Boadilla Centro > El Pastel | El Pastel > Boadilla Centro | El Pastel > Boadilla Centro | El Pastel > Boadilla Centro | El Pastel > Boadilla Centro | El Pastel > Boadilla Centro | El Pastel > Boadilla Centro | El Pastel > Boadilla Centro | El Pastel > Boadilla Centro | El Pastel > Boadilla Centro | El Pastel > Boadilla Centro | El Pastel > Boadilla Centro | El Pastel > Boadilla Centro | El Pastel > Boadilla Centro | El Pastel > Boadilla Centro | El Pastel > Boadilla Centro | El Pastel > Boadilla Centro | El Pastel > Boadilla Centro |
| 06                                      | 07                          | 08                          | 09                          | 10                          | 11                          | 12                          | 13                          | 14                          | 15                          | 16                          | 17                          | 18                          | 19                          | 20                          | 21                          | 22                          | 06                          | 07                          | 08                          | 09                          | 10                          | 11                          | 12                          | 13                          | 14                          | 15                          | 16                          | 17                          | 18                          | 19                          | 20                          | 21                          | 22                          |
| 30                                      | 00 30                       | 00 30                       | 10 50                       | 30                          | 10 50                       | 30                          | 10 50                       | 30                          | 10 50                       | 30                          | 10 50                       | 30                          | 10 50                       | 30                          | 10 50                       |                             | 45                          | 15 45                       | 15 45                       | 30                          | 10 50                       | 30                          | 10 50                       | 30                          | 10 50                       | 30                          | 10 50                       | 30                          | 10 50                       | 30                          | 10 50                       | 30                          | 10                          |
| Sábados laborables, domingos y festivos |                             |                             |                             |                             |                             |                             |                             |                             |                             |                             |                             |                             |                             |                             |                             |                             |                             |                             |                             |                             |                             |                             |                             |                             |                             |                             |                             |                             |                             |                             |                             |                             |                             |
| Boadilla Centro > El Pastel             | Boadilla Centro > El Pastel | Boadilla Centro > El Pastel | Boadilla Centro > El Pastel | Boadilla Centro > El Pastel | Boadilla Centro > El Pastel | Boadilla Centro > El Pastel | Boadilla Centro > El Pastel | Boadilla Centro > El Pastel | Boadilla Centro > El Pastel | Boadilla Centro > El Pastel | Boadilla Centro > El Pastel | Boadilla Centro > El Pastel | Boadilla Centro > El Pastel | Boadilla Centro > El Pastel | Boadilla Centro > El Pastel | Boadilla Centro > El Pastel | El Pastel > Boadilla Centro | El Pastel > Boadilla Centro | El Pastel > Boadilla Centro | El Pastel > Boadilla Centro | El Pastel > Boadilla Centro | El Pastel > Boadilla Centro | El Pastel > Boadilla Centro | El Pastel > Boadilla Centro | El Pastel > Boadilla Centro | El Pastel > Boadilla Centro | El Pastel > Boadilla Centro | El Pastel > Boadilla Centro | El Pastel > Boadilla Centro | El Pastel > Boadilla Centro | El Pastel > Boadilla Centro | El Pastel > Boadilla Centro | El Pastel > Boadilla Centro |
| 06                                      | 07                          | 08                          | 09                          | 10                          | 11                          | 12                          | 13                          | 14                          | 15                          | 16                          | 17                          | 18                          | 19                          | 20                          | 21                          | 22                          | 06                          | 07                          | 08                          | 09                          | 10                          | 11                          | 12                          | 13                          | 14                          | 15                          | 16                          | 17                          | 18                          | 19                          | 20                          | 21                          | 22                          |
|                                         | 30                          | 30                          | 30                          | 30                          | 30                          | 30                          | 30                          | 30                          | 30                          | 30                          | 30                          | 30                          | 30                          | 30                          | 30                          | 30                          |                             | 50                          | 50                          | 50                          | 50                          | 50                          | 50                          | 50                          | 50                          | 50                          | 50                          | 50                          | 50                          | 50                          | 50                          | 50                          | 45                          |

## Recorrido y paradas

### Sentido El Pastel
| Código | Parada                                        | Común con             | Conexiones con Metro Ligero |
| ------ | --------------------------------------------- | --------------------- | --------------------------- |
| 20203  | Ctra. Majadahonda - Est. Boadilla Centro      | 565                   | Boadilla Centro             |
| 17338  | Alberca - Bárbara de Braganza                 | 1 565 571 573 574 575 |                             |
| 12180  | Av. Nuevo Mundo - Est. Nuevo Mundo            | 1 565 573 574 575     | Nuevo Mundo                 |
| 12184  | Av. siglo XXI - Est. Siglo XXI                | 1 565 571 573 574 575 | Siglo XXI                   |
| 20204  | Av. siglo XXI - Est. Infante Don Luis         | 565                   | Infante Don Luis            |
| 20197  | Av. Víc. Terrorismo - Est. Puerta de Boadilla |                       | Puerta de Boadilla          |
| 20198  | Av. Víctimas Terrorismo - Cristóbal Colón     |                       |                             |
| 20200  | Av. Víctimas Terrorismo - Hernán Cortés       |                       |                             |
| 20202  | Av. Víctimas Terrorismo - Seb. de Benalcázar  |                       |                             |
| 20801  | Av. El Pastel - Cabo de Gata                  |                       |                             |
| 20803  | Av. Armada Española - Federico Gravina        |                       |                             |
| 20900  | Av. Armada Española - Méndez Núñez            |                       |                             |

### Sentido Boadilla Centro
| Código | Parada                                        | Común con             | Conexiones con Metro Ligero |
| ------ | --------------------------------------------- | --------------------- | --------------------------- |
| 20900  | Av. Armada Española - Méndez Núñez            |                       |                             |
| 20804  | Av. Armada Española - Jorge Juan              |                       |                             |
| 20802  | Av. El Pastel - Cabo Finisterre               |                       |                             |
| 15068  | Ctra. M513 - Monte Romanillos                 | 575                   |                             |
| 20201  | Av. Víctimas Terrorismo - Hernán Cortés       |                       |                             |
| 20199  | Av. Víctimas Terrorismo - Cristóbal Colón     |                       |                             |
| 20196  | Av. Víc. Terrorismo - Est. Puerta de Boadilla |                       | Puerta de Boadilla          |
| 20205  | Av. siglo XXI - Est. Infante Don Luis         | 565                   | Infante Don Luis            |
| 12185  | Av. siglo XXI - Est. Siglo XXI                | 1 565 571 573 574 575 | Siglo XXI                   |
| 12181  | Av. Nuevo Mundo - Est. Nuevo Mundo            | 1 565 573 574 575     | Nuevo Mundo                 |
| 09886  | Alberca - Instituto                           | 1 565 571 573 574 575 |                             |
| 20203  | Ctra. Majadahonda - Est. Boadilla Centro      | 565                   | Boadilla Centro             |